# Paul Pilcz
Paul Pilcz (Brooklyn, 30 ottobre 1990) è un attore statunitense.

## Biografia
Laureato alla Montclair State University nel 2012 in arti drammatiche.

## Filmografia
- Mildred Pierce (2011)
- Boardwalk Empire (2013)
- Yes And... (2015)
- Habits Don't Die (2015)
- Gotham (2016)
- The ADK (2016)
- Lifers (2016)

## Doppiatori Italiani
- Mirko Mazzanti in Gotham